# Steinkiste von Spinningdale
Die kurze prähistorische Steinkiste von Spinningdale (nord. für rundes Tal) bei Keas Cottage im äußersten Osten von Sutherland in Schottland wurde im Jahre 2011 beim Bau einer Klärgrube entdeckt und ausgegraben.
Die erhaltenen Knochen in der aus vier massiven Blöcken und dem Deckstein erbauten Steinkiste von etwa 1,1 mal 0,6 m Größe, die in einer größeren Grube errichtet worden war, gehören zu den sterblichen Überresten einer zusammengekauerten Frau mittleren Alters mit Anzeichen einer Gelenkerkrankung. Einige Merkmale der Bestattung und der Grabbeigaben machen den Kistenfund bedeutend.
Die Radiokarbon-Daten (2051–1911 v. Chr. und 2151–2018 v. Chr.) datieren die Kiste in die frühe Bronzezeit. Eine mehrzonig verzierte Urne aus der Frühbronzezeit war im Westen des Schädels platziert. Die Überraschung bestand in der Entdeckung von Resten eines Schaffells unter den Skelettresten. Das am linken Arm entdeckte Schaffell ist das erste aus einer bronzezeitlichen Grabstätte auf der Insel. Es wurden zwar zwei weitere Muster bronzezeitlicher Wolle auf den Britischen Inseln gefunden, aber keine Schaffelle.
Bedeutend ist auch die große Grube, in der die Kiste errichtet wurde. Bei anderen Bestattungen in Schottland dienten die großen Gruben dazu, nachfolgend Rituale zu vollziehen. Im Gegensatz dazu wurde die Spinningdale-Kiste verschlossen und stellt so eine exklusive Bestattung dar.
Die Datierung des Kisteninhalts entspricht der Chronologie des National Museums of Scotland für schottische Nahrungsbehältnisse (Food Vessel). Die Form und Verbreitung dieser Gefäße ist aufgrund ihrer begrenzten Anzahl jedoch kompliziert. Das gefundene Behältnis scheint entlang der schottischen Ostküste verbreitet gewesen zu sein. Es enthielt verkohltes Material, nicht identifizierbare verbrannte Knochen und das Fragment eines kleinen Ringes.
Es scheint eine geographische Beziehung des Kisteninhalts zur schottischen Ostküste zu bestehen, vertreten durch ähnliche Grabstätten und vergleichbare Dekoration dort. Die Tatsache, dass das Individuum nach Osten, auf den Dornoch Firth ausgerichtet, bestattet wurde, ist vielleicht als Hinweis darauf zu deuten.